# Proimágenes Colombia
El Fondo Mixto de Promoción Cinematográfica o Proimágenes Colombia es la entidad de carácter mixto sin ánimo de lucro que fomenta el desarrollo de las Políticas Públicas de la Industria Cinematográfica de Colombia.

## Historia de Proimagenes

### La transición de FOCINE a Proimágenes
Con el final de FOCINE a finales de 1993, el cine colombiano nuevamente cae en una etapa donde el estado financiara de manera tímida en las proyecciones hechas en el país, quedando los fondos de la extinta entidad en la antigua Colcultura, que apoyó más la producción de cortometrajes, quedando los largometrajes durante el periodo entre 1993 a 1997 en una etapa donde la industria privada, especialmente internacional, tuvo que financiar el desarrollo de estas producciones, también durante esta época, los documentales se trasladan del cine a la televisión con el apoyo de la productora estatal Audiovisuales perteneciente al Ministerio de Comunicaciones.
Sin embargo durante el gobierno del entonces presidente Ernesto Samper, el desarrollo cultural colombiano había caído en crisis con un Colcultura insostenible, lo cual provocó que el 7 de agosto de 1997 naciera bajo la Ley 397 conocida como la Ley General de Cultura, el Ministerio de Cultura, absorbiendo las entidades administradas por la extinta Colcultura, también otras entidades culturales administradas por el Ministerio de Educación y por otras instituciones del Gobierno Nacional, además de crear entre esta norma el Fondo Mixto para el Desarrollo del Cine - Proimagenes en Movimiento.

### La Ley del Cine y la generación Proimágenes
Proimágenes a pesar de haber nacido, y de que distintas producciones durante el periodo 1997 a 2003 fueron apoyadas por el Fondo Mixto, la entidad en ese momento no contaba con los estímulos esperados para fomentar el cine nacional, generando en muchos de los círculos cinematográficos del país el rumor de que sería una entidad fallida como su antecesora FOCINE, sin embargo, procesos a nivel gubernamental fortalecieron a la entidad al llegar el 2 de julio de 2003 bajo el gobierno del presidente Álvaro Uribe la Ley 814 de 2003 conocida como la Ley del Cine, lo cual coloca a Proimágenes Colombia como la entidad encargada del Fondo del Desarrollo del Cine, que no solo viene con financiación para el desarrollo de producciones documentales o ficción, sino el desarrollo de programas especiales para la formación de nuevos directores, productores y otros actores de la industria cinematográfica de Colombia a través de becas, estímulos y participaciones tanto nacionales como internacionales en eventos relacionados al cine.
En ese mismo año nace el Consejo Nacional de las Artes y la Cultura en Cinematografía (CNACC), el cual regula los procesos del Fondo permitiendo que los recursos asignados por el estado colombiano lleguen de manera efectiva a los actores de la industria fílmica. También durante ese mismo año recibe la administración del Fondo Parafiscal del Cine, el cual recauda de la industria del cine en el país (Preproducción, producción, postproducción, distribución, exhibición y actividades conexas) y fomenta la participación internacional de las producciones nacionales apoyadas por esta entidad.
Para el año 2012, 9 años después de la creación de la Ley del Cine, nace la Ley 1556, la cual fortalece la primera ley, generando en ello la posibilidad de que productoras extranjeras interesadas en Colombia al igual que las locales puedan recibir beneficios tributarios, de servicios y aduaneros para producir en territorio colombiano distintas películas y documentales que tengan como fin salir a exhibición a nivel nacional como internacional, siendo apoyadas por el Fondo a través de estos programas que Proimágenes asume como propias de sus funciones desde ese año, generando una explosión de productos fílmicos que hasta hoy se han convertido en referentes mundiales del cine nacional.

## Misión y Visión de Proimágenes Colombia

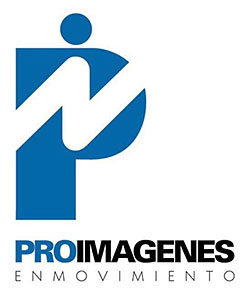
Primer logo de Proimágenes Colombia entre 1997 a 2008

### Misión
Fomentar y consolidar la industria cinematográfica colombiana como patrimonio cultural y educativo, a través de la creación de mecanismos y espacios de apoyo acordes con las necesidades del sector, con la participación y concertación de entidades públicas y privadas. 

### Visión
En el 2016 ser la Entidad destacada internacionalmente por el conocimiento y gestión promocional del cine Colombiano cumpliendo con los más altos estándares de calidad en el desarrollo de sus actividades.